# Israel Railways

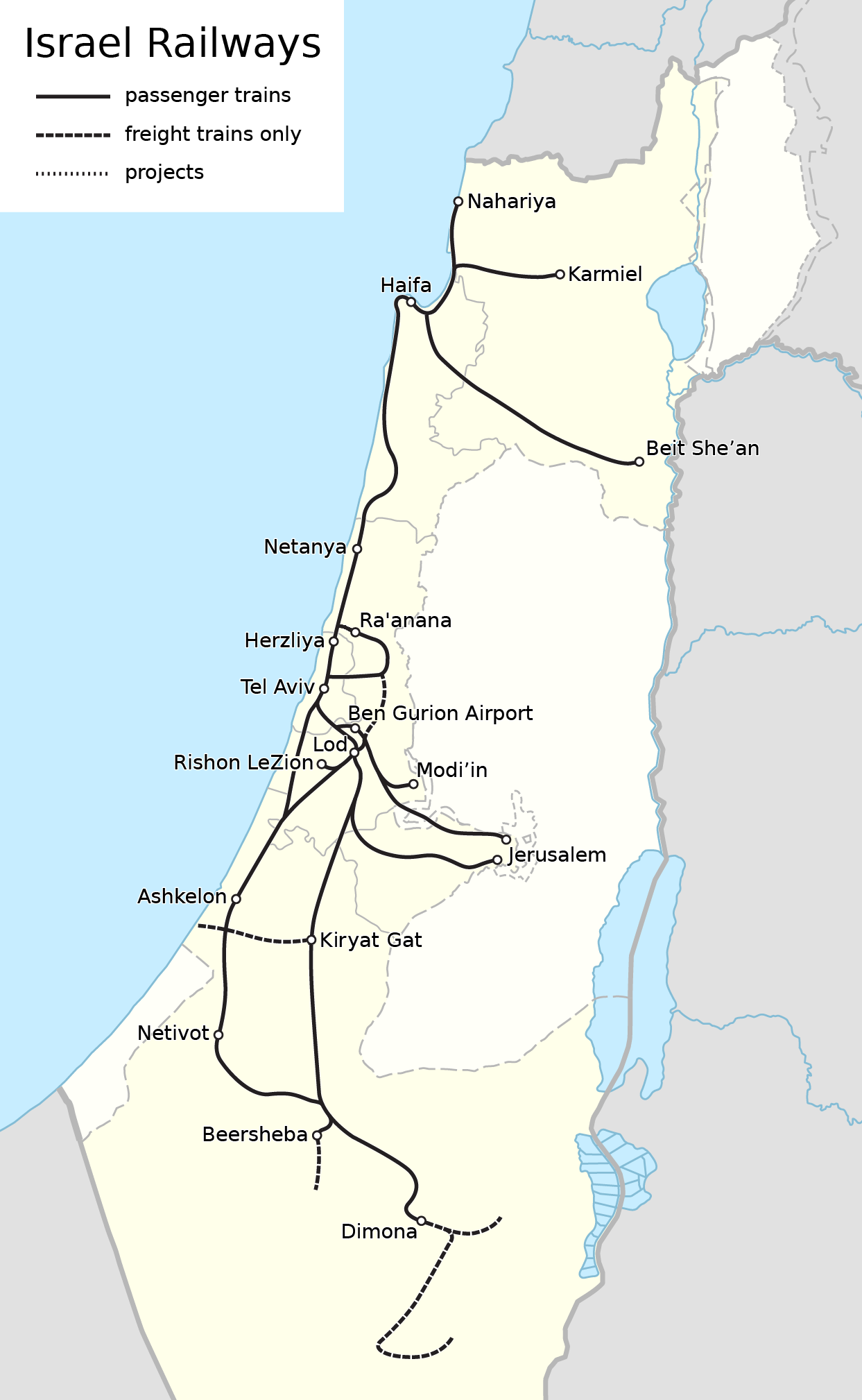
Israel Railways

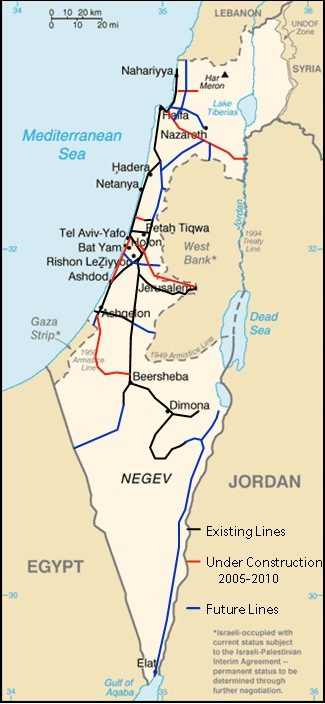
Israel Railways 2005-2010

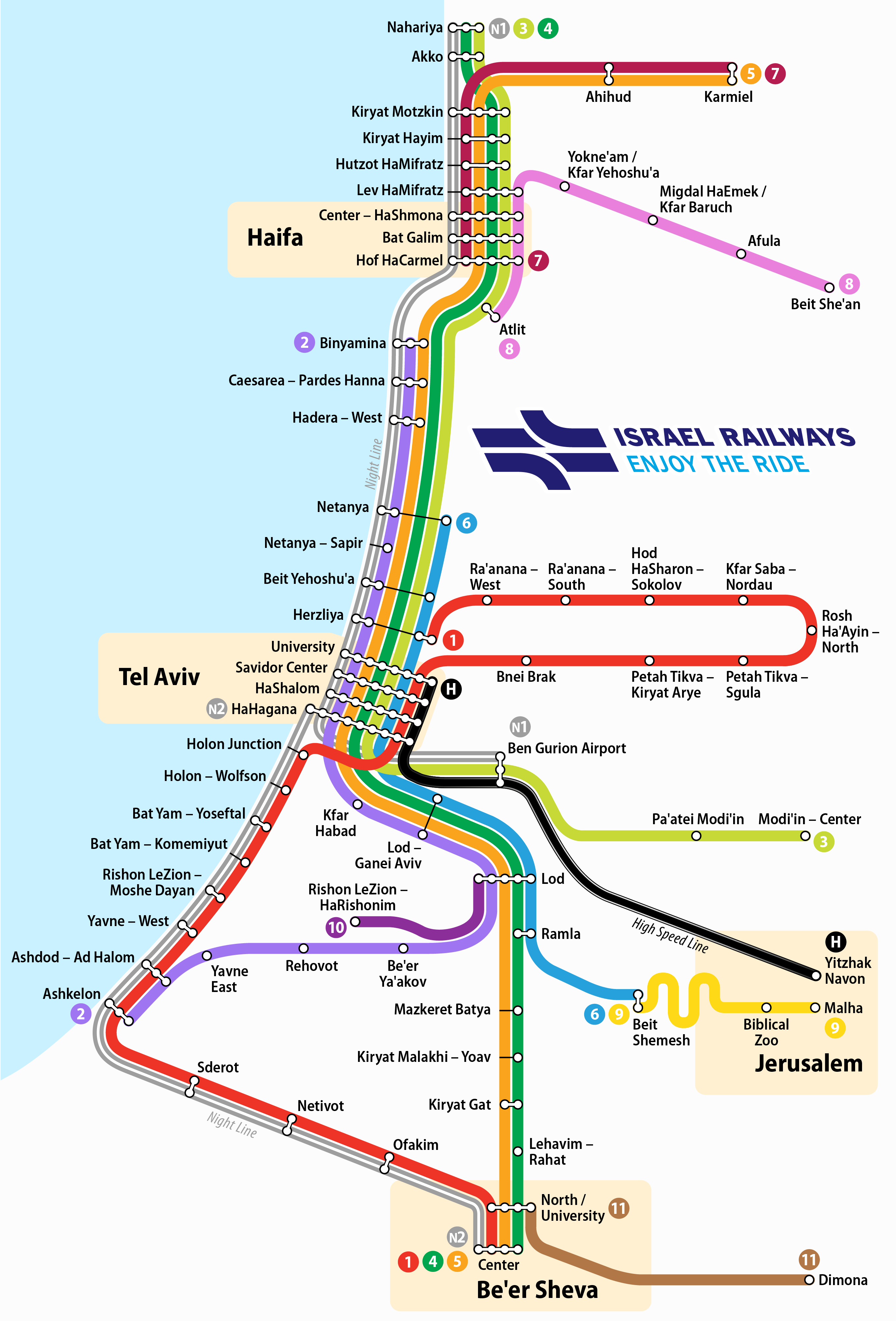

Israel Railways ("Ferrovias de Israel"; em hebraico: רַכֶּבֶת יִשְׂרָאֵל, transl. Rakevet Yisra'el) é uma empresa estatal que opera os trens de Israel e é responsável pela manutenção e desenvolvimento das via férreas do país.
A Israel Railways opera cerca de 450 trens de passageiros por dia que se ligam 47 estações ferroviárias. Todo ano os trens locomovem 25 milhões de passageiros e 10 milhões toneladas de cargos (em 2005).

## Galeria

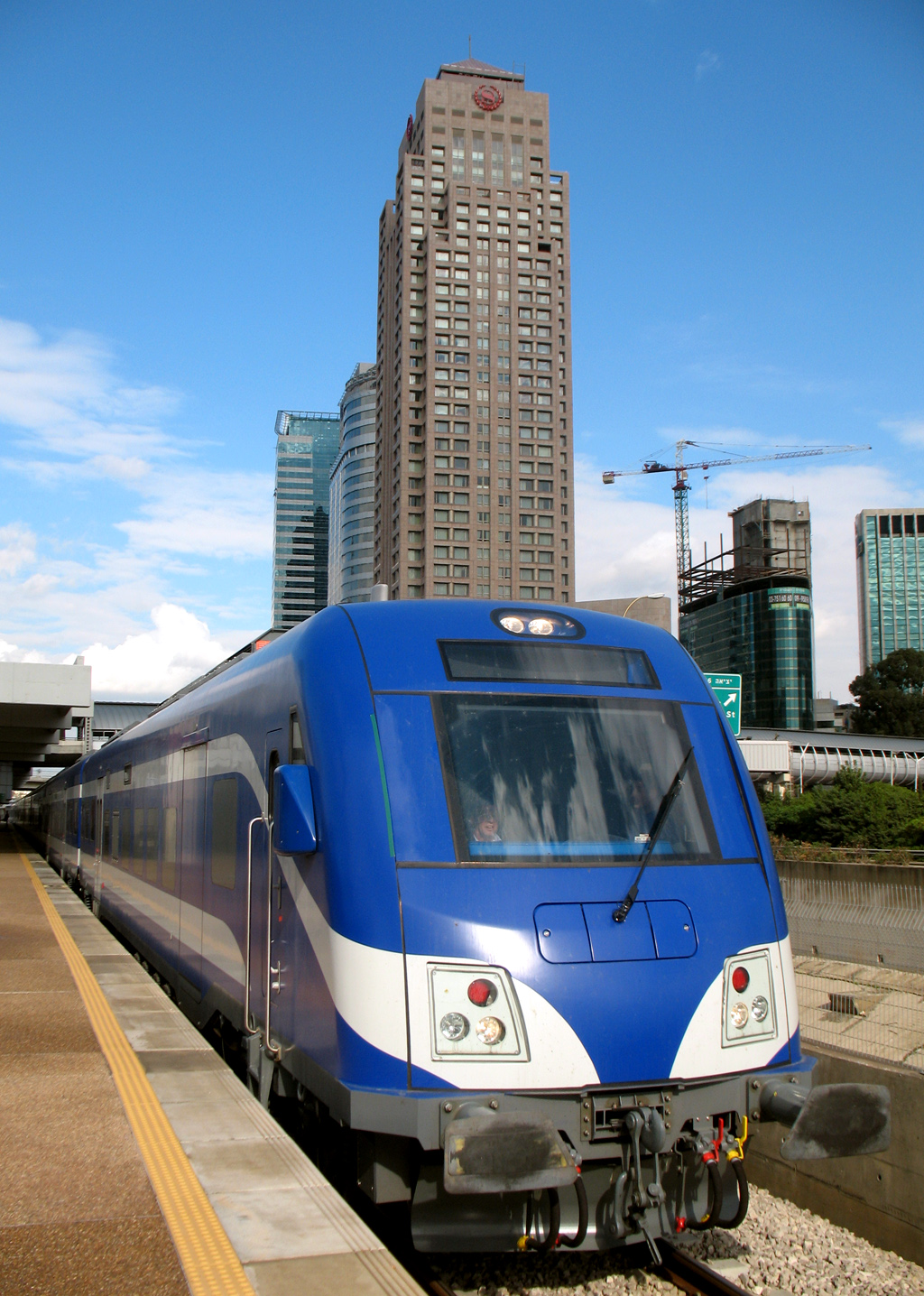
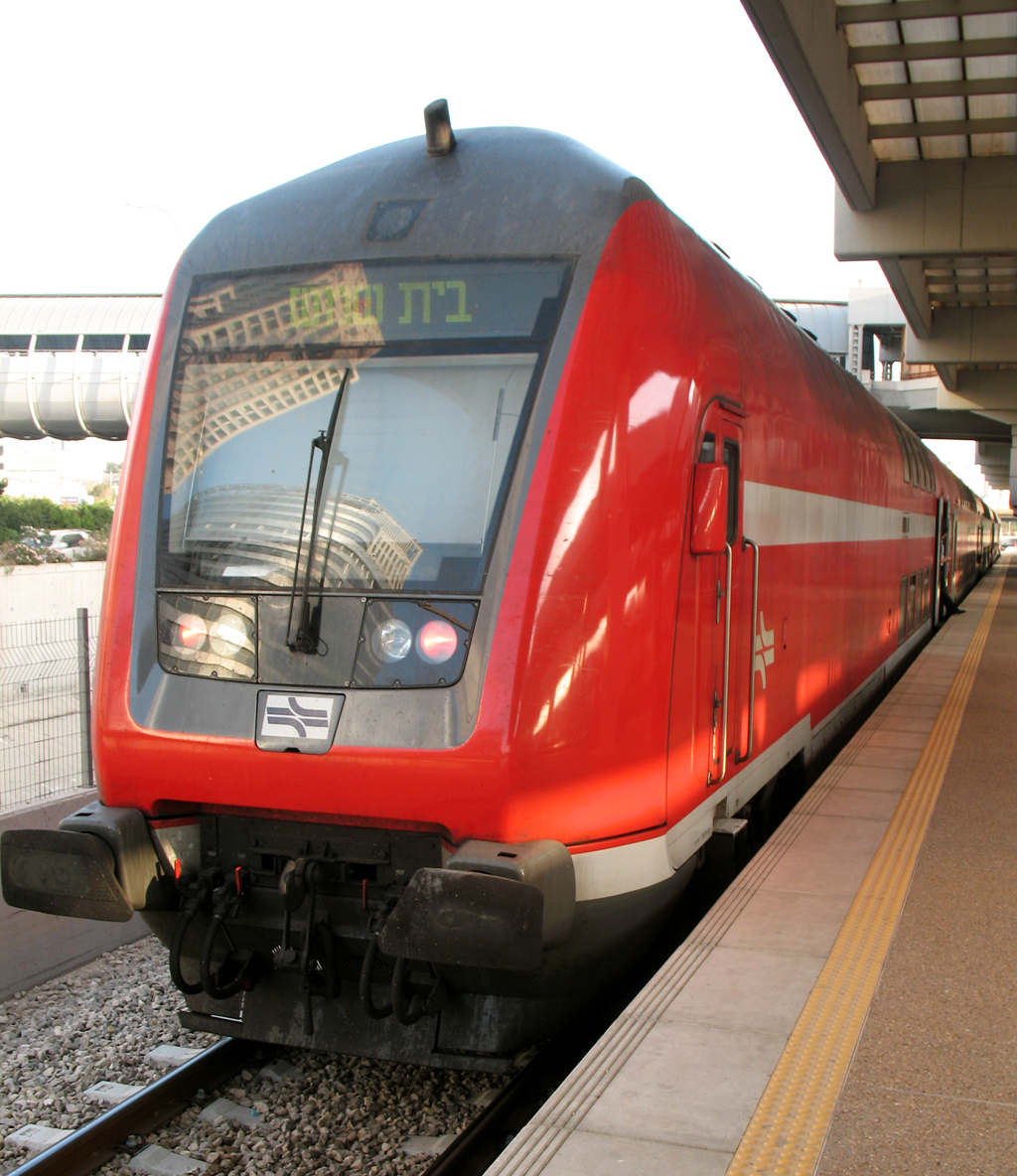
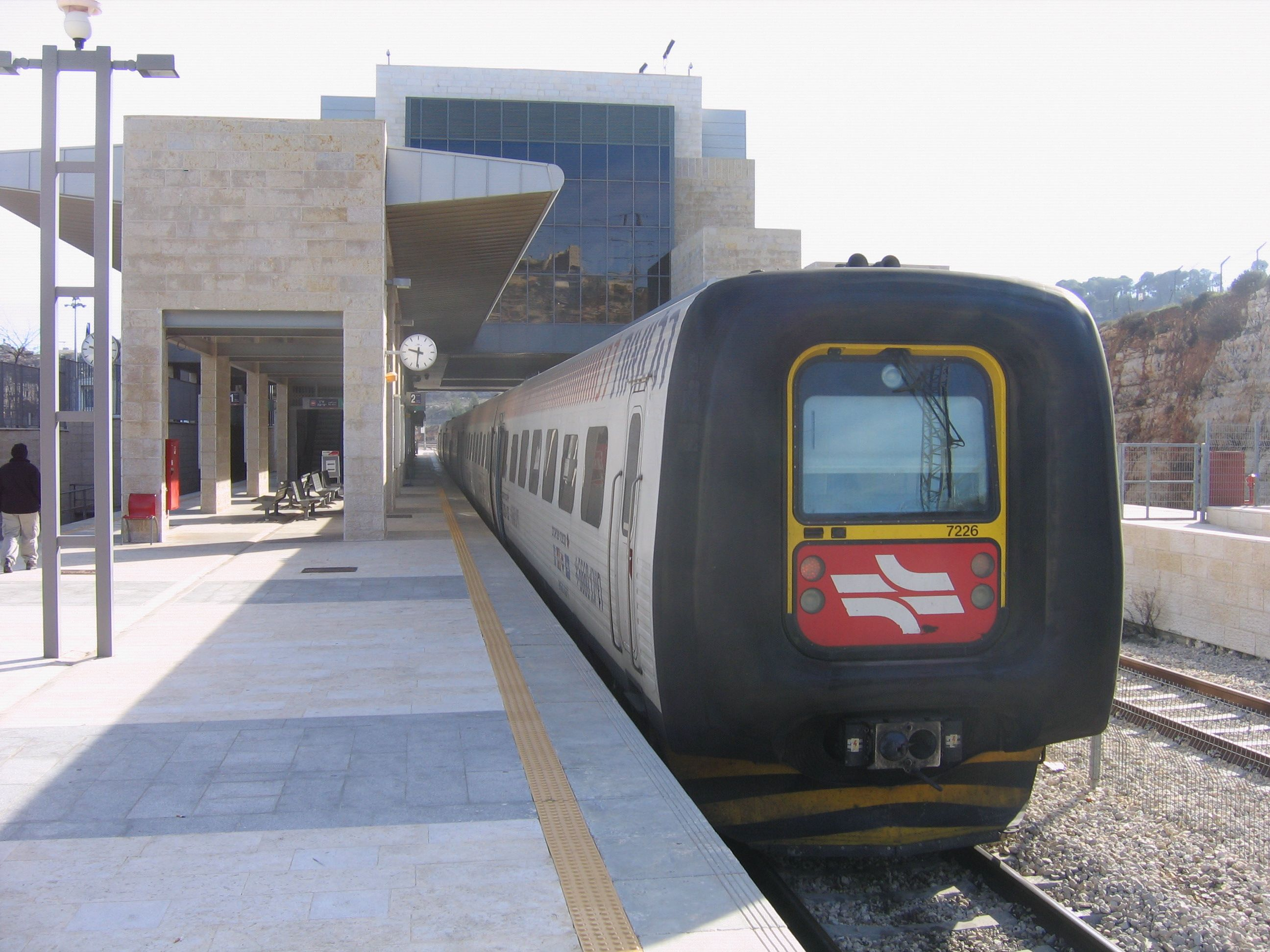